# FŐKERT Nonprofit Zrt.
A Budapesti Közművek Nonprofit Zrt. FŐKERT Kertészeti Divízió (2021. szeptember 1. előtt: FŐKERT Nonprofit Zrt., röviden: FŐKERT, avagy Fővárosi Kertészet) a Budapesti Közműveknek a fővárosi közterületek zöldfelületeinek és parkjainak gondozásáért felelős alegysége, korábban fővárosi tulajdonú vállalatként működött. Tevékenységét kezdetben 1867-es alakulását követően előbb Pest városában, majd Budapest 1873-as megalakulása után Budapest közigazgatási határain belül végezte.

## Története

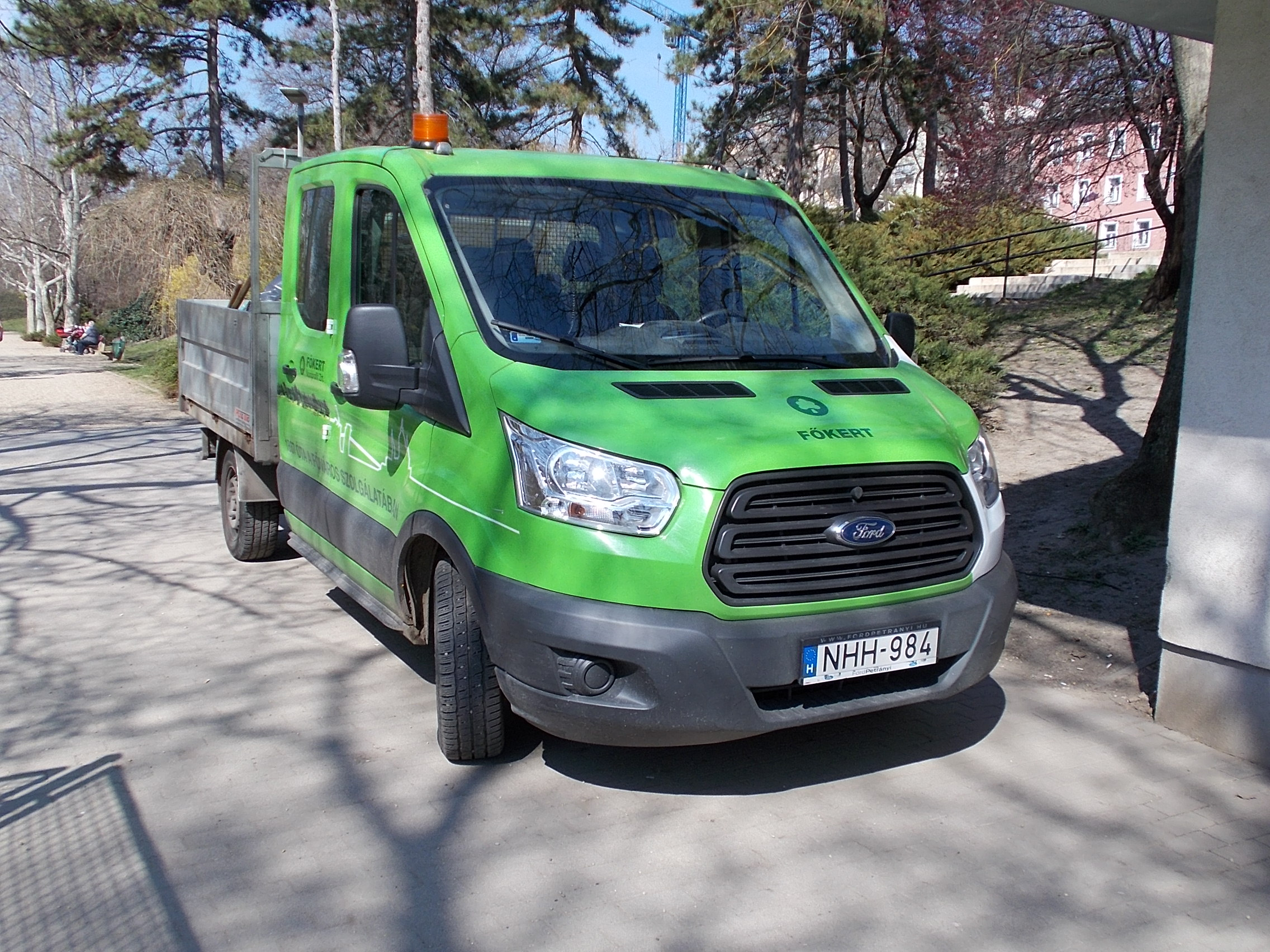
A FŐKERT egyik kertészeti járműve

A vállalat elődjét 1867. március 19-én hívta életre Pest Szabad Királyi Város Tanácsa, mikor határozatban önálló kertészetet alapítottak a területükön lévő számos közpark gondozására. Budapest 1873-as megalakulása után a cég hatásköre az egykori Buda és Óbuda területére is kiterjedt. A város közigazgatási határain belül minden közterületen lévő közpark és utcai fasor gondozása a fő feladatuk számos más kertészeti munka mellett, amelyek kialakításában is részt vettek.
A második világháború harcaiban a közparkok mintegy 90%-a megsemmisült, így a cég jelentős szerepet kapott az újjáépítésben. 1962-ben kapta a Fővárosi Kertészeti Vállalat nevet. 
A rendszerváltás után a FŐKERT idővel átvette a Pilisi Parkerdő Zrt.-től 8,6 millió m² fővárosi védett terület és 3 millió m² fővárosi erdőterület gondozását is.
2021. szeptember 1-jén német mintára az összes többi közszolgáltatást végző budapesti önkormányzati tulajdonú céggel (FŐTÁV Nonprofit Zrt., FKF Nonprofit Zrt., FŐKERT Nonprofit Zrt., BTI Nonprofit Zrt. és a FŐKÉTÜSZ Nonprofit Kft.) együtt egyetlen fővárosi tulajdonú nagyvállalatba olvadt Budapesti Közművek néven.
Igazgatója négy és fél éven át Zakar András kertészmérnök volt, akit 2024. június 28-án azonnali hatállyal elbocsátottak.

## Egyéb irodalom
- Budapest lexikon I. (A–K). Főszerk. Berza László. 2., bőv. kiad. Budapest: Akadémiai. 1993.   460. o. ISBN 963-05-6410-6
- Kiácz György: A fővárosi kertészet száz éve, Mezőgazdasági Kiadó, Budapest, 1967
- (szerk.) Dékány Szilveszter: 150 éves a Fővárosi Kertészet 1867-2017, FŐKERT Nonprofit Zrt., Budapest, 2017, ISBN 9786150000091